# Arre Essén
Arre Essén, döpt Erik Raguel[källa behövs], född 17 maj 1886 i Julita socken, död 3 oktober 1969 i Västervik, var en svensk arkitekt.

## Biografi
Essén studerade vid Kungliga Tekniska Högskolan mellan 1905 och 1909, varefter tre års studier följde vid Kungliga Konsthögskolan. Han drev egen verksamhet i Stockholm 1914–1935 och var tjänstgörande arkitekt utom stat vid Byggnadsstyrelsen från 1920. År 1932 tillträdde han en tjänst som tillförordnad stadsarkitekt i Gävle stad. Åren 1935–1951 var han stadsarkitekt i Västervik och Vimmerby samt i Hultsfreds och Gamleby köpingar.

## Verk
Bland Esséns verk återfinns Villa Muramaris, på Gotland (1918), Ljusne sjukhus (1921–1924, rivet), Restaurang Lindgården för Stockholmsutställningen 1930, Hälsinglands museum i Hudiksvall, Vambåsa herrgård, Blekinge, Nämndhuset, Västervik 1948, pensionärshemmen i Johannesberg, Västervik 1954–1955, om- och tillbyggnad vid brandstation, Västervik 1957–1959.
Han deltog även i flera kyrkorestaureringar och ritade 1960 Gårdveda kapell.

## Bilder

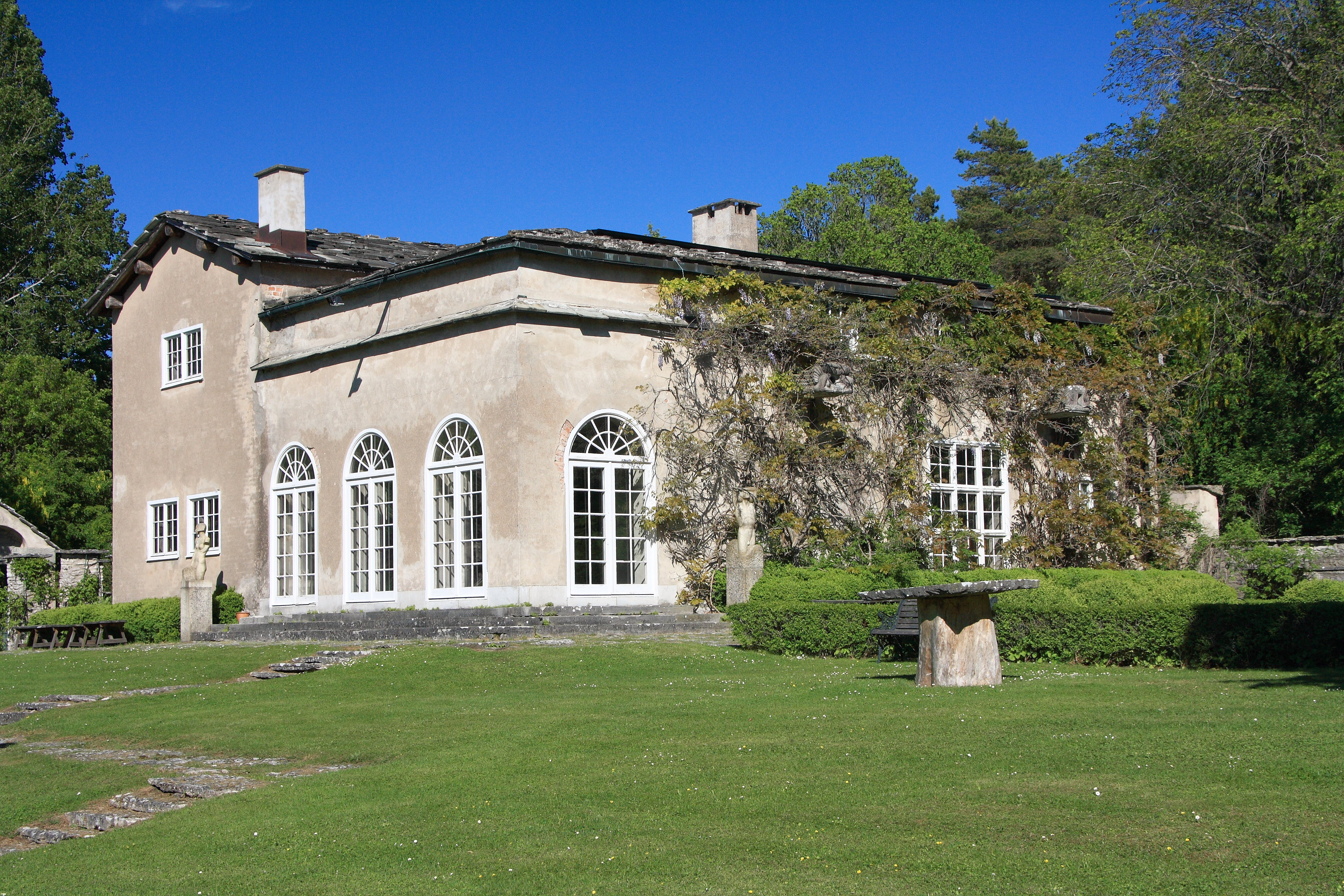
Muramaris
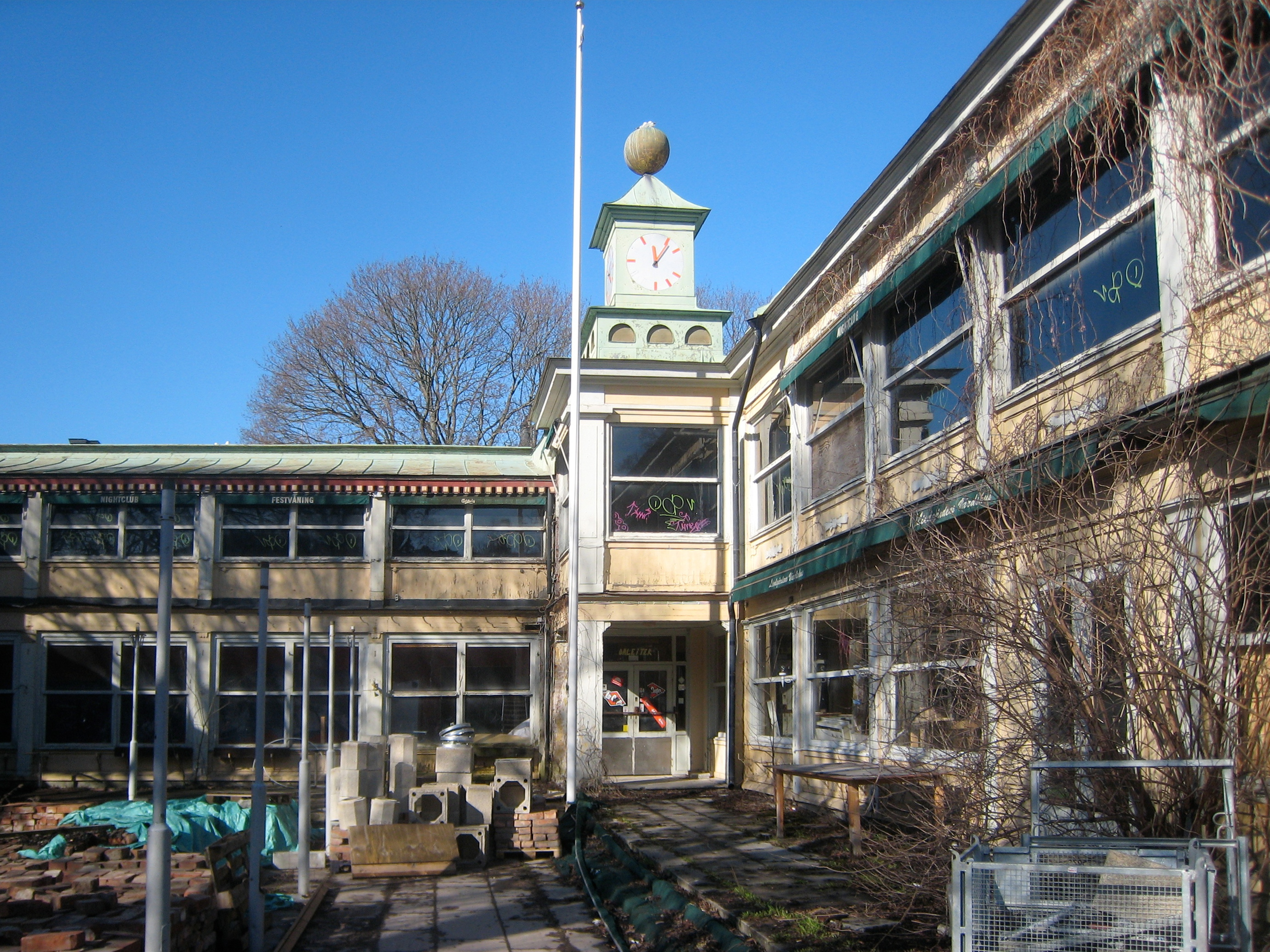
Lindgården
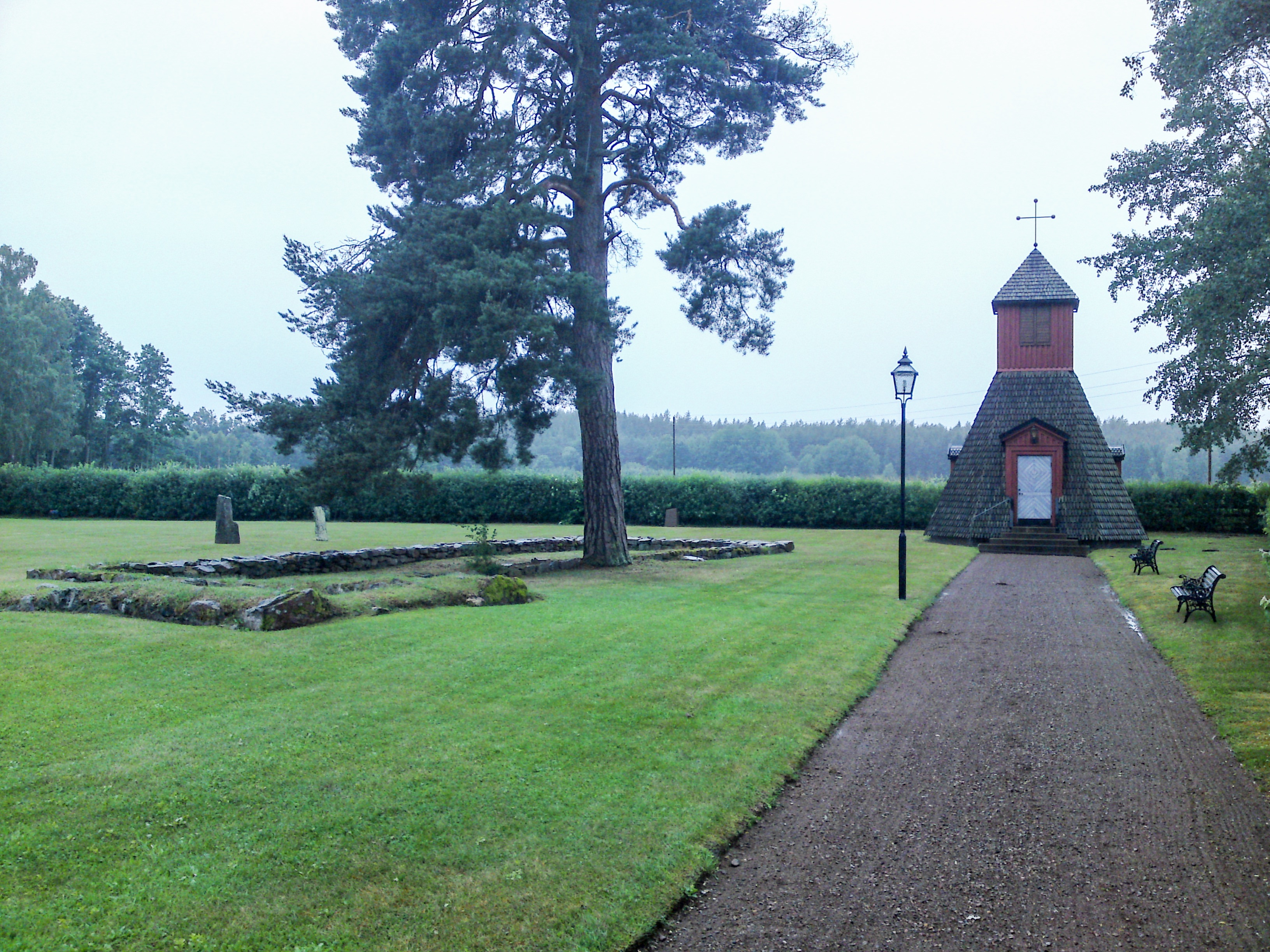
Gårdveda kapell
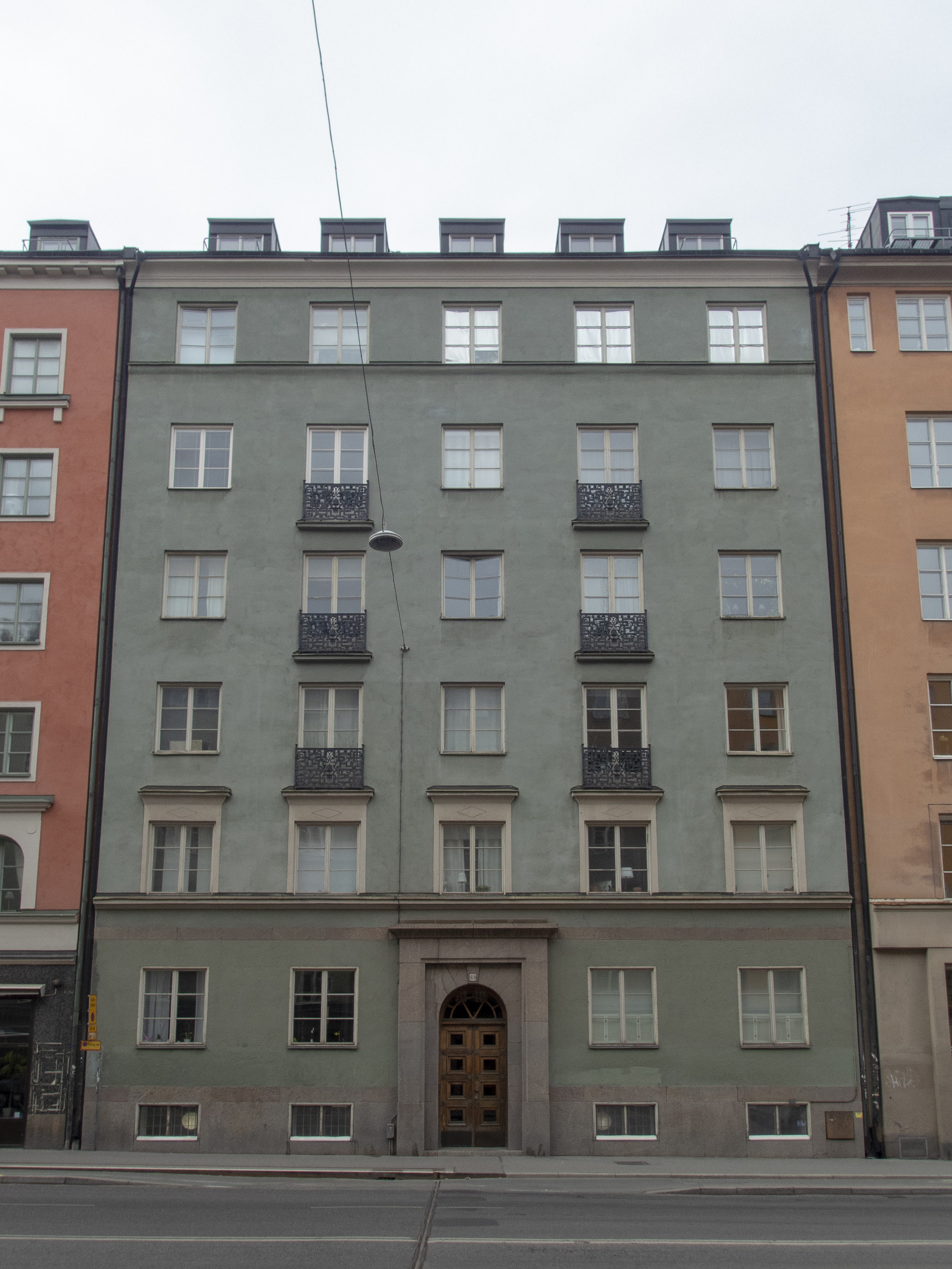
Porslinsbruket 26, Stockholm